# Orto botanico Pellegrini-Ansaldi

Vista dall'orto botanico

L'Orto botanico delle Alpi Apuane "Pellegrini-Ansaldi" (fino al 4 marzo 2016 chiamato Orto botanico "Pietro Pellegrini") è un orto botanico montano, nel territorio del Parco naturale regionale delle Alpi Apuane, in località Pian della Fioba (MS).
Inaugurato il 22 luglio 1966, l'orto botanico è dedicato al medico e botanico massese Pietro Pellegrini (1867-1957) e dal 4 marzo 2016 anche a Maria Ansaldi (1959-2013) botanica e curatrice del giardino alpino fino alla sua prematura morte. Grazie a Maria Ansaldi l'orto è stato completamente ristrutturato con un intervento del Parco Regionale delle Alpi Apuane  inserito nel sistema di finanziamento DOCUP 2000-2006.
L'area di circa tre ettari ospita molte specie endemiche tipiche delle zone calcaree e diversi esemplari di flora tipica delle vette silicee. Sono presenti piante ed arbusti tipici della flora delle Alpi Apuane molto rari che qui vengono salvaguardati e riprodotti.
All'interno dell'orto sorge un rifugio-laboratorio destinato ad accogliere ricercatori impegnati nello studio della flora e della vegetazione apuana. Recentemente è stato allestito un piccolo lago che ospita alcune specie vegetali presenti nelle rare zone umide poste alle altitudini delle Alpi Apuane.